# Kreis Erfurt-Land
| Basisdaten                        | Basisdaten                                                        |
| --------------------------------- | ----------------------------------------------------------------- |
| Bezirk der DDR                    | Erfurt                                                            |
| Kreisstadt                        | Erfurt                                                            |
| Fläche                            | 535 km² (1989)                                                    |
| Einwohner                         | 47.108 (1989)                                                     |
| Bevölkerungsdichte                | 88 Einwohner/km² (1989)                                           |
| Kfz-Kennzeichen                   | F und L (1952–1990) LG, LH, LI, LJ, LK (1974–1990) EF (1991–1994) |
|                                   |                                                                   |
| Der Kreis Erfurt im Bezirk Erfurt |                                                                   |

Der Kreis Erfurt-Land war ein Landkreis im Bezirk Erfurt der DDR. Von 1990 bis 1994 bestand er als Landkreis Erfurt im Land Thüringen fort. Sein Gebiet liegt heute hauptsächlich im Landkreis Sömmerda und in der kreisfreien Stadt Erfurt in Thüringen. Der Sitz der Kreisverwaltung befand sich in Erfurt. Vorgänger des 1952 gegründeten Kreises war der 1950 gegründete Landkreis Erfurt.

## Geographie

### Nachbarkreise
Der Kreis Erfurt-Land umschloss kragenförmig den Stadtkreis Erfurt und grenzte außerdem im Uhrzeigersinn im Norden beginnend an die Kreise Sömmerda, Weimar-Land, Arnstadt, Gotha und Langensalza.

## Geschichte

### Der Landkreis Erfurt von 1950 bis 1952
In der preußischen Provinz Sachsen existierte bereits seit 1816 ein Landkreis Erfurt, der 1932 aufgelöst und in den nördlich gelegenen Landkreis Weißensee eingegliedert worden war. Im Rahmen der ersten Kreisreform in der DDR wurde am 1. Juli 1950 ein neuer Landkreis Erfurt gegründet. Er setzte sich zusammen aus
- den Gemeinden Molsdorf und Rockhausen aus dem Landkreis Arnstadt
- den Gemeinden Apfelstädt, Gamstädt, Herbsleben, Ingersleben, Kornhochheim, Neudietendorf und Töttelstädt aus dem Landkreis Gotha
- der Stadt Bad Tennstedt sowie den Gemeinden Bruchstedt, Großvargula, Haussömmern, Hornsömmern, Kleinvargula und Mittelsömmern aus dem aufgelösten Landkreis Langensalza
- den Gemeinden Alperstedt, Azmannsdorf, Dielsdorf, Eckstedt, Eichelborn, Großmölsen, Großrudestedt, Haßleben, Hayn, Hochstedt, Kerspleben, Kleinmölsen, Kleinrudestedt, Klettbach, Kranichborn, Linderbach, Markvippach, Mittelhausen, Mönchenholzhausen, Nöda, Obernissa, Orlishausen, Riethnordhausen, Rohda, Schellroda, Schloßvippach, Schwansee, Schwerborn, Sohnstedt, Sprötau, Stotternheim, Töttleben, Udestedt, Vieselbach, Vogelsberg, Wallichen und Werningshausen aus dem Landkreis Weimar sowie
- den Städten Gebesee, Sömmerda und Weißensee sowie den Gemeinden Alach, Andisleben, Bechstedt-Wagd, Büßleben, Dachwig, Egstedt, Elxleben, Ermstedt, Friedrichsdorf, Frienstedt, Gangloffsömmern, Gottstedt, Großballhausen, Günstedt, Henschleben, Kleinballhausen, Kleinrettbach, Kühnhausen, Kutzleben, Lützensömmern, Niedernissa, Nottleben, Riethgen, Ringleben, Rohrborn, Salomonsborn, Schallenburg, Scherndorf, Schilfa, Schwerstedt, Straußfurt, Tiefthal, Tunzenhausen, Urbich, Vehra, Walschleben, Waltersdorf, Waltersleben, Wenigensömmern, Werningsleben, Windischholzhausen, Witterda, Wundersleben und Zimmern supra aus dem aufgelösten Landkreis Weißensee.[2][3]

Am 25. Juli wurden in Thüringen die Bezirke Erfurt, Gera und Suhl gebildet; gleichzeitig erfolgte eine weitere Kreisreform. Aus dem Landkreis Erfurt kamen
- die Gemeinde Werningsleben zum Kreis Arnstadt
- die Stadt Bad Tennstedt sowie die Gemeinden Bruchstedt, Großvargula, Haussömmern, Herbsleben, Hornsömmern, Klein Vargula, Kutzleben und Mittelsömmern zum Kreis Langensalza und
- die Städte Sömmerda und Weißensee sowie die Gemeinden Gangloffsömmern, Günstedt, Henschleben, Riethgen, Rohrborn, Schallenburg, Scherndorf, Schwerstedt, Sprötau, Straußfurt, Tunzenhausen, Vogelsberg, Waltersdorf, Wenigensömmern, Werningshausen und Wundersleben zum Kreis Sömmerda.

Alle übrigen Gemeinden bildeten zusammen mit den Gemeinden Bienstädt, Döllstedt, Gierstädt, Großfahner und Kleinfahner aus dem Landkreis Gotha den Kreis Erfurt-Land, der wie auch die Kreise Arnstadt, Langensalza und Sömmerda dem Bezirk Erfurt zugeordnet wurde.

### Der Kreis Erfurt-Land von 1952 bis 1990
Die Kreisverwaltung (zu DDR-Zeiten Rat des Kreises) hatte ihren Sitz von 1954 bis 1992 in der ehemaligen Kurmainzischen Statthalterei in Erfurt. Heute befindet sich in diesem geschichtsträchtigen Gebäude die Thüringer Staatskanzlei.
Ein 40-stündiger Dauerregen im Thüringer Wald führte 1981 zu einem gewaltigen Hochwasser. Die Gera erreichte in Elxleben den bis dahin höchsten Stand. An ihrem Lauf kam es zu zwei Dammbrüchen zwischen Ringleben und Gebesee. In Schloßvippach schlug 1984 ein Blitz in den Kirchturm ein und beschädigte das Turmdach erheblich. Am 11. Juli 1984 fegte ein Wirbelsturm drei Minuten lang über Töttelstädt hinweg. 80 Prozent aller Häuser wurden beschädigt. Am schlimmsten traf es die Kirche, der Sturm hatte den Kirchturm abgehoben und weggeschleudert. Der zu dieser Zeit einzige Motorsportclub im Kreis wurde 1985 in Stotternheim gegründet.
Andreas Tuch war 1990 der erste nach der Wende frei gewählte Landrat des Kreises.

### Der Landkreis Erfurt von 1990 bis 1994
Der Kreis wurde am 17. Mai 1990 in Landkreis Erfurt umbenannt. Der Landkreis Erfurt schloss mit dem Landkreis Mainz-Bingen (Rheinland-Pfalz) eine Vereinbarung über eine Kreispartnerschaft ab.
Das Thüringer Neugliederungsgesetz (ThürNGG) vom 16. August 1993 regelte die Neueinteilung Thüringens in größere Landkreise und kreisfreie Städte. Der Landkreis Erfurt wurde dadurch am 1. Juli 1994 aufgelöst. Sein Gesamtrechtsnachfolger ist der Landkreis Sömmerda mit Sitz in Sömmerda. Die Gemeinden Alach, Frienstedt und Ermstedt wurden vorfristig am 1. April 1994 der Stadt Erfurt zugeordnet. Eine große Anzahl weiterer Gemeinden des Landkreises folgten dann zum 1. Juli 1994.

## Landräte
| 1950–1952 | Herrmann Sonntag |
| 1952–1961 | Edwin Bergner    |
| 1961–1983 | Kurt Scheitler   |
| 1983–1990 | Klaus Kirsten    |
| 1990–1994 | Andreas Tuch     |

## Gemeinden im Kreis von 1952 bis 1994
Die folgende Liste enthält alle Gemeinden, die dem Kreis Erfurt-Land während seines Bestehens vom 25. Juli 1952 bis zum 30. Juni 1994 angehörten und alle Eingemeindungen bis 1989. In Klammern ist der Verbleib der Gemeinde nach 1994 angegeben.
| - Alach (EF) - Alperstedt (SÖM) - Andisleben (SÖM) - Apfelstädt (GTH) - Azmannsdorf, am 14. März 1974 zu Linderbach–Azmannsdorf (EF) - Bechstedt-Wagd, am 14. März 1974 zu Egstedt (IK) - Bienstädt (GTH) - Büßleben (EF) - Dachwig (GTH) - Dielsdorf, am 14. März 1974 zu Schloßvippach (SÖM) - Döllstädt (GTH) - Eckstedt (SÖM) - Egstedt (EF), Ortsteil Bechstedt-Wagd (IK) - Eichelborn, am 14. März 1974 zu Mönchenholzhausen (AP) - Elxleben (SÖM) - Ermstedt mit Gottstedt (EF) - Frienstedt (EF) - Gamstädt (GTH) - Gebesee (SÖM) - Gierstädt (GTH) - Großfahner (GTH) - Großmölsen (SÖM) - Großrudestedt (SÖM) - Haßleben (SÖM) - Hayn, am 14. März 1974 zu Mönchenholzhausen (AP) - Hochstedt, am 14. März 1974 zu Vieselbach (EF) - Ingersleben (GTH) - Kerspleben (EF) - Kleinfahner, am 22. November 1973 zu Gamstädt (GTH) - Kleinmölsen (SÖM) - Kleinrettbach, am 14. März 1974 zu Gierstädt (GTH) - Kleinrudestedt, am 14. März 1974 zu Großrudestedt (SÖM) - Klettbach (AP) - Kornhochheim, am 14. März 1974 zu Neudietendorf (GTH) - Kranichborn, am 14. März 1974 zu Großrudestedt (SÖM) | - Kühnhausen (EF) - Linderbach, am 14. März 1974 zu Linderbach–Azmannsdorf (EF) - Linderbach-Azmannsdorf (EF) - Markvippach (SÖM) - Mittelhausen (EF) - Mönchenholzhausen (AP) - Molsdorf (EF) - Neudietendorf (GTH) - Niedernissa (EF) - Nöda (SÖM) - Nottleben (GTH) - Obernissa, am 14. März 1974 zu Mönchenholzhausen (AP) - Ollendorf (SÖM) - Riethnordhausen (SÖM) - Ringleben (SÖM) - Rockhausen (IK) - Rohda, am 14. März 1974 zu Windischholzhausen (EF) - Schellroda, am 14. März 1974 zu Klettbach (AP) - Schloßvippach (SÖM) - Schwansee, am 14. März 1974 zu Großrudestedt (SÖM) - Schwerborn (EF) - Sohnstedt, am 14. März 1974 zu Mönchenholzhausen (AP) - Stotternheim (EF) - Tiefthal (EF) - Töttelstädt (EF) - Töttleben, am 1. Januar 1960 zu Kerspleben (EF) - Udestedt (SÖM) - Vieselbach (EF) - Wallichen, am 14. März 1974 zu Vieselbach (EF) - Walschleben (SÖM) - Waltersleben (EF) - Windischholzhausen (EF) - Witterda (SÖM) - Zimmernsupra (GTH) |

## Kfz-Kennzeichen
Den Kraftfahrzeugen (mit Ausnahme der Motorräder) und Anhängern wurden von etwa 1974 bis Ende 1990 dreibuchstabige Unterscheidungszeichen, die mit den Buchstabenpaaren LG, LH, LI, LJ und LK begannen, zugewiesen. Die letzte für Motorräder genutzte Kennzeichenserie war LY 50-01 bis LY 99-99.
Anfang 1991 erhielten der Landkreis und die kreisfreie Stadt das Unterscheidungszeichen EF. Es wurde im Landkreis bis zum 30. Juni 1994 ausgegeben.